# فريتز باور (موجه قوارب)
فريتز باور (بالألمانية: Fritz Bauer)‏ هو موجه قوارب ‏ ألماني، ولد في 23 يونيو 1906 في فروتسواف في بولندا، وتوفي في 19 سبتمبر 1992 في مانهايم في ألمانيا.

## وصلات خارجية
- فريتز باور على موقع الاتحاد الدولي للتجديف (الإنجليزية)
- فريتز باور على موقع اللجنة الأولمبية الدولية (الإنجليزية)
- فريتز باور على موقع أوليمبيديا (الإنجليزية)